# Delta (slovo)
Delta (veliko slovo Δ, malo slovo δ ili 𝛿; грч. δέλτα []) je četvrto slovo grčkog alfabeta. U sistemu grčkih brojeva njegova vrednost je 4. Ono je izvedeno iz feničanskog slova Dalet. Slova koja potiču od slova delta su latiničko D i ćiriličko Д.
Rečna delta (originalno delta reke Nila) je dobila ime po velikom slovu delta, zbog njenog trougaonog oblika.

## Matematika i nauka

### Veliko slovo
Veliko slovo Δ se može koristiti za označavanje
- Promene veličine; (u nauci i inžinjerstvu)
- Razlika; npr. u

{\displaystyle {y_{2}-y_{1} \over x_{2}-x_{1}}={\Delta y \over \Delta x}}, prosečna promena y po jedinici x
- Specifično, operator razlike[1].
- Laplasov operator:

{\displaystyle \Delta f=\sum _{i=1}^{n}{\frac {\partial ^{2}f}{\partial x_{i}^{2}}}}
- Diskriminanta polinomske jednačine, posebno kvadratne jednačine:

{\displaystyle \Delta =b^{2}-4ac\,\!}

### Malo slovo
Malo slovo δ se može koristiti za označavanje
- Infinitezimalna promena vrednosti promenljive u infinitezimalnom računu
- Pomoćna funkcija u računu koja se koristi za rigorozno definisanje limita ili neprekidnosti funkcije.
- Kronekerovo delta u matematici
- Dirakova delta funkcija u matematici
- Tranziciona funkcija u konačnih automata

## Literatura
1. ↑  „Free Online MIT Course Materials for High School | Big Picture of Calculus | MIT OpenCourseWare”.